# Андра Јовановић
Андрија Јовановић - Андра био је лекар и добротвор, рођен у Шапцу, 13. децембра 1875. године.

## Биографија
Рођен у познатој и имућној породици Јеврема Јовановића, о чему и данас сведоче две куће у Господар Јевремовој улици. Андра Јовановић је после основне школе 1877. године уписао Шабачку гимназију. Матурирао је 1894. године, после чега је уписао Медицински факултет и дипломирао 1905. године у Бечу.

## Каријера лекара
По дипломирању, Др Андра Јовановић се враћа у Шабац и почиње успешну каријеру лекара. Постаје први председник опоравилишта за слабуњаву децу, 1. августа 1906. године, на Летњиковцу и данас познатом делу града као одмаралиште. Исте године на његову иницијативу у згради Општинског суда отвара се општинска амбуланта за лечење сиромашних грађана Шапца, где се услуге нису наплаћивале. Упоредо са овим активностима био је и хонорарни лекар Више женске школе у Шапцу. Писао је популарне чланке у локалној штампи и објављивао стручне и научне радове у медицинској литератури. За време Првог светског рата био је заробљен па на иницијативу грађана пуштен 1917. године. По ослобођењу, 4. октобра 1918. године постаје управник болнице у Шапцу.
Оснивањем лиге против туберколозе у Шапцу 1926. године, као оснивач Јовановић је постао председник. У периоду између два светска рата бавио се искључиво приватном лекарском праксом.

## Добротвор
Пред Други светски рат, 1939. године Др Андра Јовановић је одлучио да Шапцу поклони зграду трајне вредности и одлука је пала да зграда има функцију нове основне школе. Радови на подизању нове школе, на плацу добијеном од Општине на Марвеном тргу на Баиру, започели су у августу 1939. године. Школа је саграђена за нешто више од годину дана. Била је то савремена школска зграда, површине од 1380 м2 корисног простора, са централним грејањем, канализацијом, водоводом, електричном енергијом и свим пратећим просторијама.
По карактеристичној зеленој боји фасаде постаје позната као "Зелена школа" али и као "Андрина Школа“.

На почетку свог постојања зграда није добила намену која јој је намењена, већ почетком рата у њу се усељавају немачки војници који су у њој били до краја Другог светског рата. По ослобођењу града, зграда постаје болница за рањенике са Сремског фронта, па после дечји пионирски дом и женска гимназија. Од 1948. године почиње у њој да ради државна школа за медицинске сестре.
Данас се у тој згради-задужбини налази средња Медицинска школа, која носи његово име.
На почетку Априлског рата и капитулације Краљевине Југославије, Др Андра Јовановић је као санитетски потпуковник заробљен и рат је провео у заробљеништву. По повратку у земљу, као имућном човеку сва имовина му је конфискована.

Умро је у Шапцу, 3. марта 1953. године и сахрањен је у породичној гробници на камичком гробљу.
По њему се од 2003. године зове Медицинска школа у Шапцу.